# Sângeorz-Băi
Sângeorz-Băi oder Sîngeorz-Băi (deutsch Sankt Georgen, ungarisch Oláhszentgyörgy) ist eine Kleinstadt und ein Kurort im Kreis Bistrița-Năsăud in Rumänien.

## Lage
Sângeorz-Băi liegt in der Region Siebenbürgen am Fluss Someșul Mare. Die Stadt befindet sich am Südrand des rumänischen Nationalparks Rodnaer Gebirge. Der Ort ist mit der Staatsstraße Drum național 17D an das rumänische Straßennetz angebunden.

## Klima
Die geschützte Tallage in einer Höhe von 435 Meter über dem Meeresspiegel bewirkt ein subalpines Klima. Die Durchschnittstemperaturen betragen 6,2 °C im Jahresmittel, 18,2 °C im Juli und −3,7 °C im Januar. Im Jahresmittel werden 802 mm Niederschläge registriert. Die Luft ist sauerstoffreich und mit natürlichen Schwebstoffen (Pollen) angereichert.

## Geschichte
Das Bistritzer Stadtarchiv besitzt Urkunden und Dokumente, welche die Geschichte des Tales seit dem Jahr 1245 belegen. Das Gebiet lag im Osten des Königreichs Ungarn und wurde im 13. Jahrhundert durch den Zuzug von deutschen Siedlern und Bergleuten wirtschaftlich erschlossen.
Einen herben Rückschlag bildete der als Tatarensturm bezeichnete Einfall mongolischer Heere nach Ungarn und Polen im Jahr 1241. In der Folgezeit entwickelte sich das zum späteren Großfürstentum Siebenbürgen gehörende Gebiet als Grenzbezirk. Einen wichtigen Anteil bei der Wiederbesiedlung der entvölkerten Landstriche hatte die Kirche übernommen (Ortsname Sankt Georgen). Zahlreiche Kirchenbauten aus dem 13. und 14. Jahrhundert finden sich in der Umgebung und belegen die Bedeutung der Klöster. Nördlich an das Stadtgebiet von Bistritz grenzte der Distrikt Bistritz, ein Sondergebiet, welches mit Zustimmung der ungarischen Könige der städtischen Verwaltung und Gerichtsbarkeit unterstellt war und somit in dieser Zeit nicht einer ungarischen Grafschaft (Komitat) angehörte. Rodna bildete den Hauptort dieses Distriktes, die ihn umgebenden Siedlungen sind erst spät durch eigene Nennungen belegt. Der Ort Sângeorz-Băi wurde erstmals im Jahre 1432 urkundlich erwähnt.

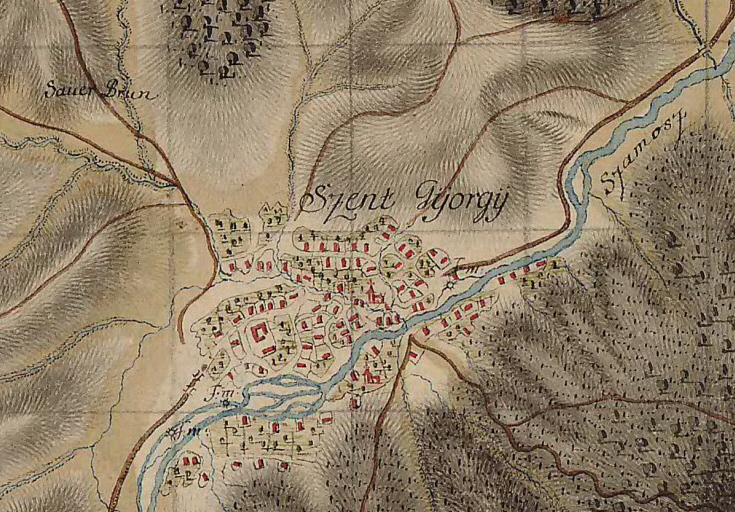
Szent Gorgy in der Josephinischen Landesaufnahme (1769–1773)

Im 18. Jahrhundert nahmen die Spannungen, die auch durch religiöse Eiferer und eine sich verändernde Zusammensetzung der Bevölkerungsstruktur in der Grenzregion des Großfürstentums Siebenbürgen begründet war, zu. Die Habsburger besetzten das Gebiet und richteten eine Militärverwaltung ein. Der 10. Mai 1763 wurde zum Tag der „grănicerilor năsăudeni“ Revolte. Die Nachbarstadt Năsăud wurde als unmittelbare Reaktion zum Garnisonsstandort und Sitz eines Grenzregimentes erhoben, eine Entscheidung, die diesem Ort in der Folgezeit eine größere wirtschaftliche Bedeutung verlieh.
Die Verwaltung der Habsburger Monarchie war an einer wirtschaftlichen Entwicklung dieser Grenzregion interessiert und veranlasste eine präzise Kartierung des Staatsgebietes. Ein Plan aus der Kartensammlung Josephinische Landaufnahme zeigt die Ortslage mit Kirchen, Mühlen, Brücken, Straßen und Gassen. Dicht nördlich der Ortslage markiert der Flurname Sauer Brun eine Mineralquelle, die rasch zur Entstehung des Kurortes „Băile Hebe“ führte.

### Mineralquellen

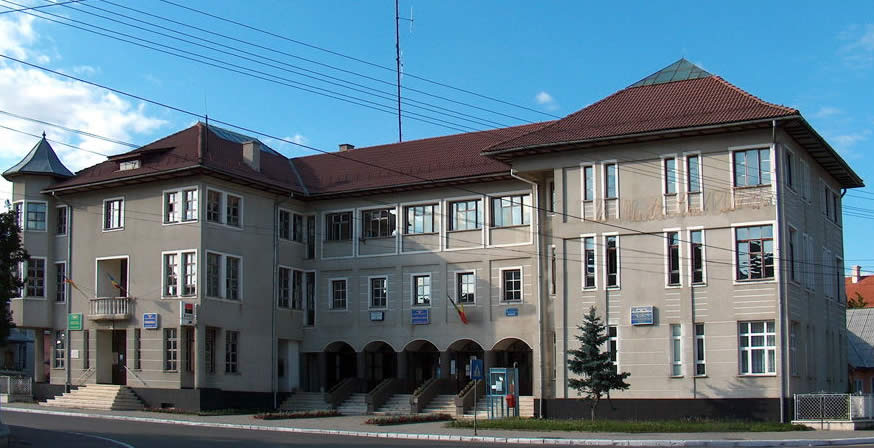
Rathaus

Der Ort verfügt gegenwärtig über 20 Mineralquellen, davon werden neun als Heilquellen genutzt. Am Stadtrand entstanden ein modernes Kurzentrum, Hotels und Badeanstalten. Sie ergänzen die bereits seit den 1950er Jahren genutzten Kureinrichtungen. Man findet im Stadtgebiet verteilt auch öffentliche Brunnen, wo das Wasser kostenlos entnommen werden darf. Das Wasser dieser Mineralquellen zeigt wegen des hohen Gehalts an Schwebstoffen ein trübes, meist gelblich oder bräunlich gefärbtes Wasser. Die älteste Quelle – Hebe – wurde erstmals im Jahre 1770 erwähnt.
Das Mineralwasser hat vergleichbare therapeutische Eigenschaften wie die Quellen von Vichy (Frankreich) oder Karlsbad (Tschechien) und besitzt den höchsten Calcium-Anteil im Südosten Europas.

## Persönlichkeiten
- Maria Rus (* 1983), Leichtathletin